# 宋南平
宋南平（1949年4月—），安徽定远人，汉族，中华人民共和国政治人物，中国共产党党员，中国科学技术协会常委、原党组成员、书记处书记，第十一届全国政协委员。

## 生平
2001年6月，中国科学技术协会第六次全国代表大会召开，并选举其出任第六届全国委员会书记处书记。2008年，当选第十一届全国政协委员，代表中国科学技术协会，分入第二十三组。并担任提案委员会专委。